# Черненко Іван Сергійович

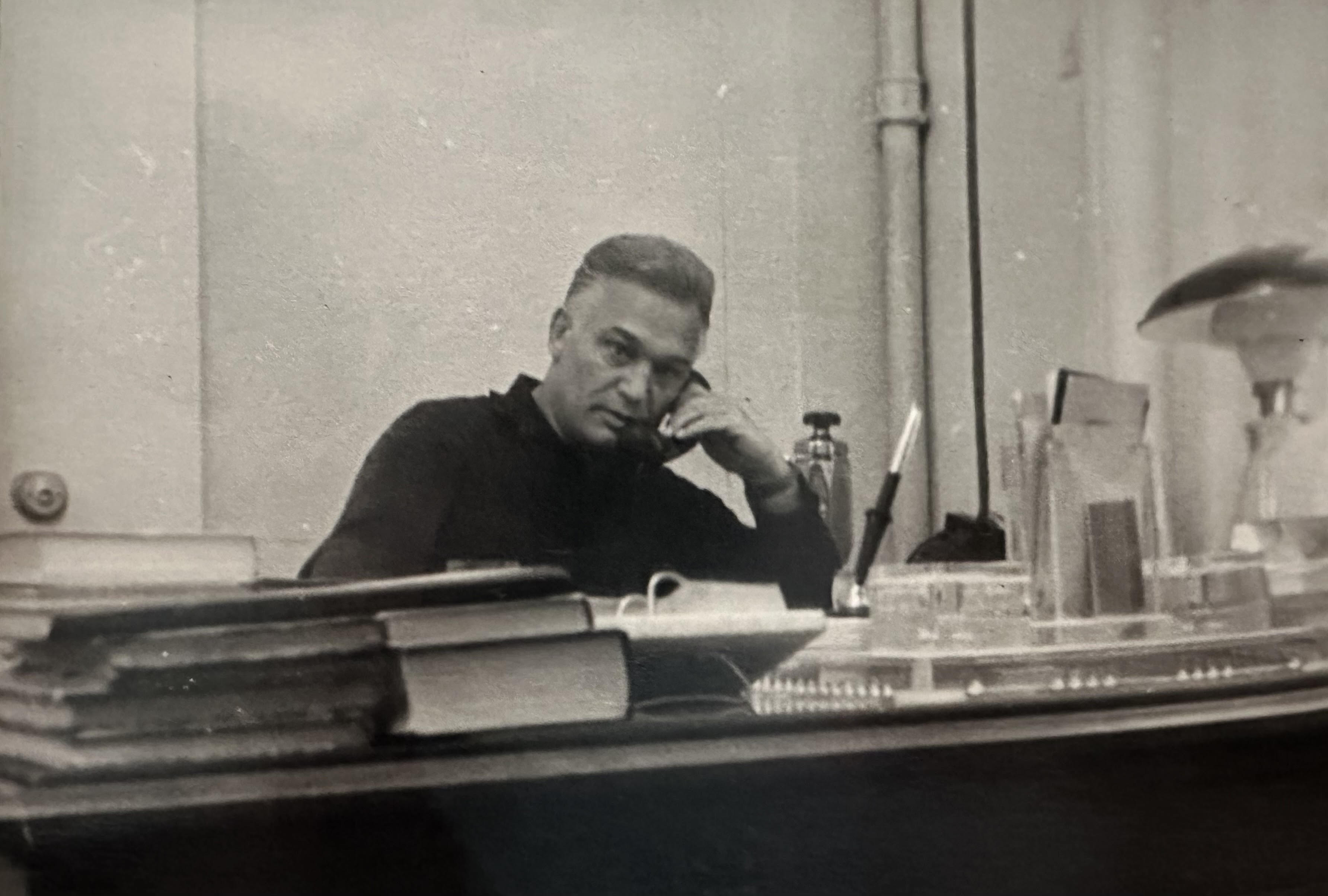
Іван Черненко на робочому місці, 1960-ті роки

Іва́н Сергі́йович Черне́нко (31.05.1919, місто Полтава — грудень 1997, місто Київ) — український історик, бібліотекознавець, у 1964-1969 роках директор Центральної наукової бібліотеки Академії наук УРСР (нині Національна бібліотека України імені В. І. Вернадського). Кандидат історичних наук (з 1970 року).

## Життєпис

### Ранній життєпис
Народився 31 травня 1919 року в Полтаві в родині робітників: Черненка Сергія Степановича та Мусійченко Ольги Кирилівни. У вересні 1940 року пішов на службу до Червоної армії. Брав участь у вигнанні з України нацистських загарбників із серпня 1941 до лютого 1942 року (був поранений 22 лютого 1942 року) у складі Південного фронту, з серпня 1944 року до травня 1945 року у складі Другого Українського фронту, із серпня 1945 року і до самого кінця війни продовжував воювати на Забайкальському фронті. За час участі у бойових діях зріс у званні від гвардії старшини до майора.
Після завершення військової служби, у 1946 році вступив на навчання до Київського педагогічного інституту, де був обраний на посаду комсорга ЦК ЛКСМУ. З 1948 року перебував на керівній політико-виховній та ідеологічній роботі. В 1954 році закінчив Історичний факультет Одеського педагогічного інституту. З 1957 по 1961 рік був лектором Київського міського комітету Комуністичної партії України, з 1961 по 1964 рік був лектором ідеологічного відділу Центрального Комітету Комуністичної партії України.

### Державна бібліотека УРСР
16 вересня 1964 року його призначили на посаду директора Державної публічної бібліотеки УРСР, що вже з 1965 отримала назву Центральної наукової бібліотеки Академії Наук УРСР (нині Національна бібліотека України імені В. І. Вернадського). Відповідно до затвердженого Президією АН УРСР статуту, ЦНБ АН УРСР визначалася як наукова установа на правах науково-дослідного інституту Академії наук УРСР і була державним книгосховищем усіх друкованих творів УРСР, відтак, фактично виконувала одночасно функції і загальнодержавної головної наукової бібліотеки України, і провідної науково-дослідної установи. На 1965 рік кадровий склад Бібліотеки налічував 275 працівників.
У перший час перебування на посаді головним викликом, що стояв перед Іваном Черненком як керівником бібліотеки, було подолання наслідків нищівної пожежі у будівлі цієї установи 1964 року, внаслідок якої було повністю знищено бібліотечні фонди основного книгосховища загальною кількістю близько 600 тисяч екземплярів. Під керівництвом Івана Сергійовича понад 150 тисяч книг із пошкоджених фондів було реставровано та оправлено наново, а 140 тисяч екземплярів з числа втрачених внаслідок пожежі було відновлено з інших фондів. З 1966 року бібліотека почала працювати в дві зміни; більш, ніж удвічі, зросли показники книговидачі у більшості читальних залів, що свідчило про повернення бібліотеки до нормального режиму функціонування. В 1967 році наслідки пожежі було остаточно подолано.
Крім того, на 1965 рік у бібліотеці знаходилося 5.6 мільйонів книг, з яких 1.8 мільйона перебували у непристосованих для зберігання приміщеннях, зокрема в будівлях колишніх церков, підвалах житлових будинків та інших місцях, де цілісність цінних видань не могла бути забезпечена. Під керівництвом Черненка в 1966 році добудували нове книгосховище, розпочали облаштовувати приміщення бібліотеки в нинішньому Братському корпусі Києво-Могилянської Академії. В 1968 році звільнили приміщення Видубицького монастиря, з якого вивезли понад 500 тисяч примірників книг до інших краще обладнаних приміщень. Після завершення будівництва додаткового книгосховища місткістю 4 млн екземплярів, було звільнено від книг приміщення Софіївського заповідника. Тим не менш, більш як 2 млн екземплярів книг все ще не могли бути переміщені до придатних для цього приміщень, тому зберігалися у непристосованих місцях. Черненко систематично лобіював будівництво нового приміщення для бібліотеки, і врешті добився відповідного рішення ЦК КПУ.
26 листопада 1968 року в одному з приміщень Видубицького монастиря, де зберігалася частина неосвоєного книжкового фонду бібліотеки, сталася пожежа. Попри те, що збитки не були надто серйозними, а урядова комісія з розслідування причин пожежі дійшла висновку, що її причиною був аварійний стан приміщення та застаріле електрообладнання, 14 травня 1969 року Іван Сергійович, з огляду на незворотність наступних пожеж (внаслідок фактичної аварійності десятків непристосованих для зберігання книг приміщень бібліотеки), вирішив піти з посади директора ЦНБ АН УРСР на користь більш спокійної наукової роботи.

### Пізній життєпис
Був членом редакційної колегії, створеної Академією наук УРСР з метою упорядкування і поліпшення випуску біографічних бібліографій українських вчених у вигляді серії брошур «Вчені Української РСР».
З 1969 року був старшим науковим співробітником відділу історії Української РСР Інституту історії АН УРСР. В 1970 році захистив дисертацію на здобуття наукового ступеня кандидата історичних наук на тему «Боротьба маркистсько-ленінських партій за зміцнення єдності і згуртованості світового комуністичного руху (1956-1962 рр.)».
З 1972 року працював на викладацькій роботі в Інституті історії АН УРСР та на історико-педагогічному факультеті Київського державного педагогічного інституту ім. О. М. Горького .
Помер в грудні 1997 року у місті Києві та був похований на Берковецькому кладовищі.

## Нагороди
- Два ордени Червоної зірки, орден Вітчизняної війни ІІ ступеня.

- Медалі «За визволення Праги», «За взяття Будапешту», «За перемогу над Німеччиною у Великій Вітчизняній війні 1941-1945 рр», «За перемогу над Японією».